# Greifensee (Gewässer)
Der Greifensee ist ein östlich des nördlichen Zürichsees liegender See in der Schweiz. Er, der Zürichsee und die dazwischenliegende  Pfannenstielkette haben in etwa süd-nördliche Ausdehnung. Mit einer Länge von 6 Kilometern und einer maximalen Breite von 1,6 Kilometern ist er der zweitgrösste See des Kantons Zürich. Seine Form ähnelt der eines Fisches: In der Mitte verjüngt sich der See auf eine Breite von weniger als 800 Metern; der Kopf des Fisches ist sein nördliches Ende.
Das Einzugsgebiet des Greifensees beträgt 160 km². Hauptzuflüsse sind die Ustermer Aa (Ausfluss des Pfäffikersees) und der Aabach. Der Abfluss ist die Glatt, die einen grossen Teil des Zürcher Oberlands entwässert.

## Lage und Entstehung
Der See liegt in einer vom Linthgletscher geformten Hügellandschaft in einer während der letzten Eiszeit entstandenen Mulde. Im Westen erhebt sich die Pfannenstielkette, im Osten beginnt das Zürcher Oberland. Trotz diesen Hügeln zu beiden Seiten sind die Ufer flach. Inseln gibt es im Greifensee keine.
Ursprünglich staute sich der Greifensee an einer Endmoräne bei Dübendorf. Durch Verlandung und Melioration verlor der See seit seiner Entstehung immer mehr von seiner ursprünglichen Grösse. Moore und Ebenen im Norden und Süden sind Zeugen dieser jahrtausendlangen Entwicklung.
Als einzige Siedlung liegt das alte Städtchen Greifensee direkt am See. Die Orte Niederuster, Schwerzenbach, Maur und Fällanden liegen in Seenähe, ein wenig weiter entfernt vom Ufer befinden sich die Stadt Uster und Mönchaltorf.

## Limnologie

### Zirkulation
Der Greifensee ist ein dimiktischer See, es kommt also in der Regel zu zwei Durchmischungen pro Jahr, am Anfang und am Ende des Winters. Dank der geringen Tiefe von 30 Metern und der relativ windexponierten Lage wird meist die gesamte Wasserkolone durchmischt. Zwischen Mai und November kann sich eine Schichtung in Epilimnion, Metalimnion und Hypolimnion etablieren.
Die steigenden Wassertemperaturen der letzten Jahre führen dazu, dass die Schichtung im Sommer länger anhält und die Zirkulationsphase im Winter kürzer wird. Dadurch bleibt das sauerstoffarme Hypolimnion länger bestehen und es kommt zu mehr Rücklösung von Phosphaten aus den Sedimenten.

### Trophie
Das Einzugsgebiet des Greifensees ist stark von menschlicher Nutzung geprägt und weist einen hohen Anteil and Siedlungs- und Landwirtschaftsfläche auf. Bis Anfang des 20. Jahrhunderts befand sich der See in einem oligotrophen bis mesotrophen Zustand mit Phosphorkonzentrationen unter 20 μg/l. Das starke Bevölkerungswachstum und industrielle Aktivitäten im Glatttal führte zur starken Eutrophierung bis hin zum hypereutrophen Zustand mit Höchstwerten von über 500 μg/l um 1970. Durch verschiedene Massnahmen in der Abwasserreinigung, Siedlungsentwässerung und Landwirtschaft sowie Verboten von phosphorhaltigen Waschmitteln konnte der Wert seither gesenkt werden. Seit 1972 bestehen im ganzen Einzugsgebiet Kläranlagen. Der Greifensee ist jedoch nach wie vor eutroph, die Vorschriften der Gewässerschutzverordnung oder der natürliche Zustand sind nicht erreicht.

### Sauerstoff
Eingehend mit der Eutrophierung und dem starken Algenwachstum kommt es im Sommer oft zu starker Sauerstoffzehrung. Seit 1930 sind anaerobe Verhältnisse im Tiefenwasser nachgewiesen. Ist die bodennahe Zone sauerstoffarm, führt dies dazu, dass sich das in Eisenphosphaten gebundene Phosphor aus den Sedimenten lösen kann und es zur sogenannten Eigendüngung des Sees kommt. Unter der ungenügenden Sauerstoffkonzentration leidet auch die Fischpopulation, es kommt immer wieder zu Massensterben, etwa das der Felchenpopulation im August 1999. Im Frühjahr 2009 wurde eine Seebelüftungsanlage westlich der Aa-Mündung installiert, wie sie schon im Nachbarsee Pfäffikersee und anderen kleinen Zürcher Seen in Verwendung ist. Sie reichert Wasser ab einer Tiefe von 12,5 Metern mittels zwei Diffusoren mit Luftsauerstoff an. Diese Anlage soll auf einer Fläche von rund einem Quadratkilometer eine Schicht schaffen, die den Fischen auch im Sommer ausreichend Sauerstoff sowie günstige Temperaturverhältnisse bietet.

### Plankton
Mit der Reduzierung der Phosphorkonzentration sank auch die jährliche Algenbiomasse. Chlorophylmessung zufolge konnte die Biomasse zwischen 1985 und 2022 etwa halbiert werden. Reduziert hat sich auch der Anteil an Cyanobakterien und Kieselalgen mit einem grösseren Anteil an Dinoflagellaten und Grünalgen. Es kommt jedoch nach wie vor zu Blüten durch Cyanobakterien, etwa 2011 durch die Gattung Microcystis oder 2022, als zwei Hunde nach einem Badegang starben.

## Naturschutz

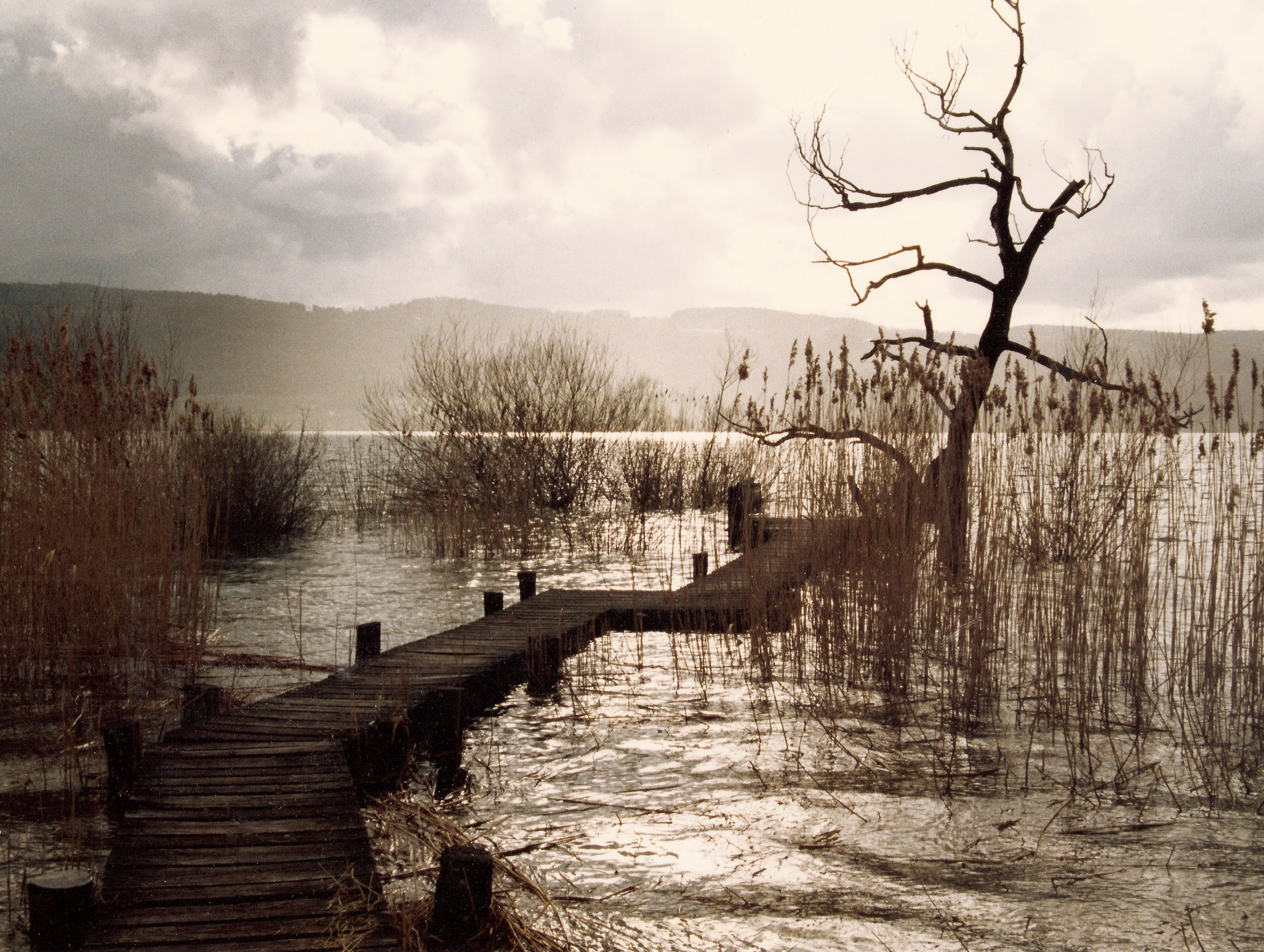
Bei Niederuster

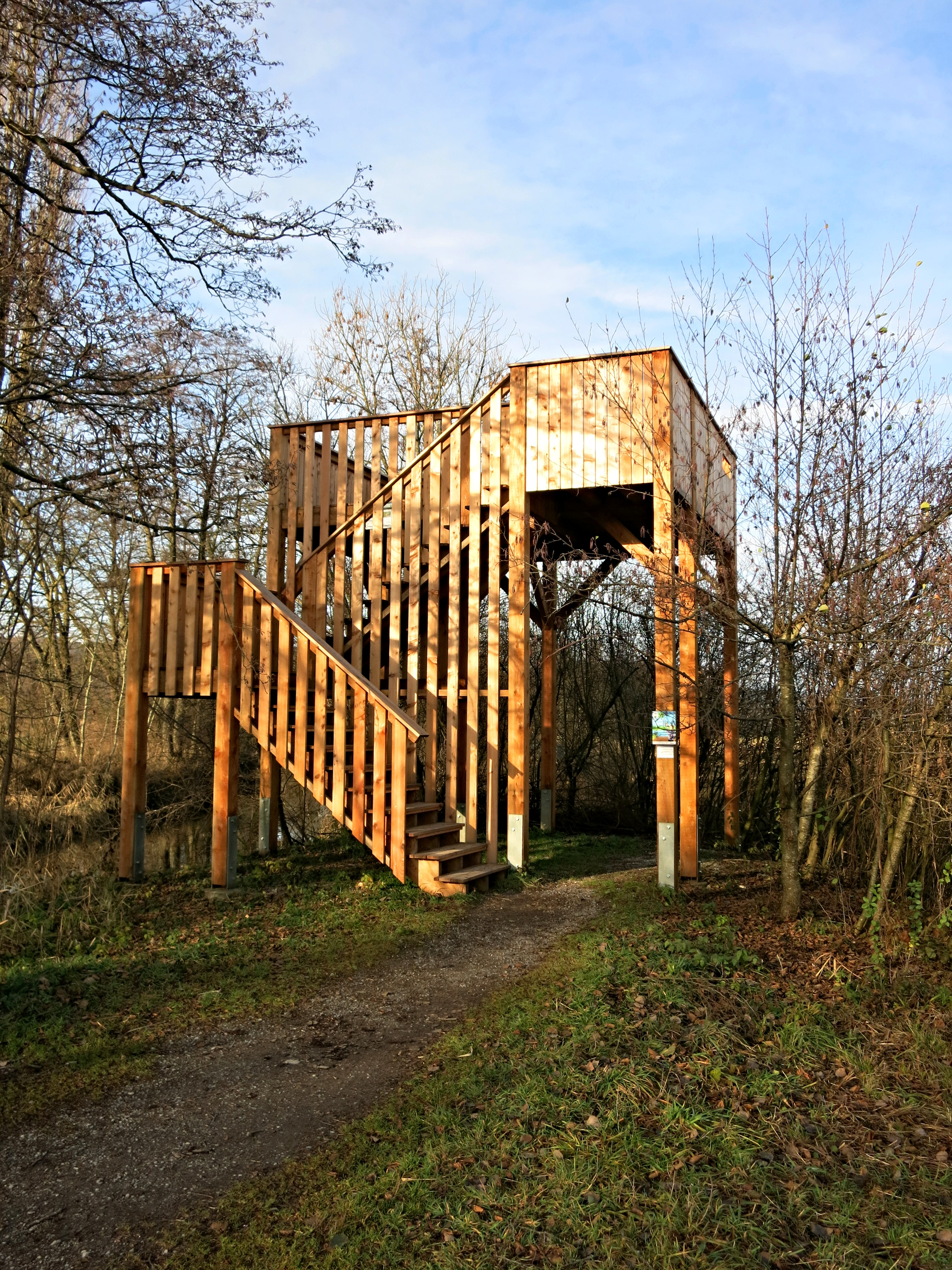
Beobachtungsturm bei der Silberweide

Die Seeufer stehen unter Naturschutz. Die Ufer sind nicht verbaut und nur an wenigen Stellen zugänglich. So konnten sich an vielen Orten der Schilfgürtel, die Flachmoore und Riedwiesen mit einer reichen Fauna und Flora erhalten: Um den See gibt es 400 Pflanzenarten, im See und seinen Zuflüssen 19 Fischarten. Die Naturschutzgebiete sind wichtig für die Vogelwelt. Es wurden mehr als 120 Zugvögel-Arten nachgewiesen. Für die Aufsicht und Information des Naturschutzgebiets ist die Greifensee-Stiftung verantwortlich.
Im Schilfgebiet am Südostende etwa 200 Meter vom Ufer entfernt steht rechts des Aabachs eine Aussichtsplattform (Koordinaten). Die Plattform des «Beobachtungsturms» befindet sich in 4,5 Metern Höhe und dient der Vogelbeobachtung. Sie gehört zur nahen Naturstation Silberweide der Greifensee-Stiftung. Die ursprünglich 1997 errichtete Holzkonstruktion wurde 2015 mit heimischem Lärchenholz erneuert.

## Nutzung

Greifensee bei Hochwasser, historisches Luftbild von 1931, aufgenommen von Walter Mittelholzer

### Naherholungsgebiet
Die Natur um den See und die ruhige Lage ziehen zahlreiche Erholungsuchende an. Rundherum führen beliebte Wander- und Velowege. Für Badende stehen mehrere Badeanstalten zur Verfügung. Am Westufer gibt es diverse Campingplätze. In Fällanden steht nahe am Wasser eine Jugendherberge. 
Anfang Herbst findet jährlich der Greifenseelauf statt. Dieser Halbmarathon führt ab Uster rund um den See.

### Schifffahrt
Private Motorboote sind auf dem Greifensee verboten. 
Die Personenschiffe der Schifffahrts-Genossenschaft Greifensee bieten Rundfahrten an und betreiben einen Kursverkehr zwischen Maur und Niederuster. 
Die Schifffahrts-Genossenschaft Greifensee verfügt über drei Schiffe. 
Im Jahr 2022 wurde die Heimat auf Elektroantrieb umgerüstet und nahm Ende April als erstes Elektrokursschiff der Schweiz den Betrieb auf. Die Dampfschifffahrten werden von der Trägerstiftung und der Schifffahrts-Genossenschaft Greifensee in Zusammenarbeit durchgeführt.

| Schiff             | Baujahr | Passagiere | Länge (Meter) | Bemerkung | Bild                  |
| ------------------ | ------- | ---------- | ------------- | --- | --------------------- |
| Stadt Uster        | 1995    | 200        | 30,3          | Ausflugsschiff (2 Decks) mit Gastronomie | MS Stadt Uster        |
| David Herrliberger | 2006    | 60         | 26,4          | Ausflugsschiff (1 Deck) mit Gastronomie | MS David Herrliberger |
| Heimat             | 1933    | 60         | 14,9          | Erstes Kurschiff mit Elektromotor der Schweiz | MS Heimat             |
| Greif              | 1895    | 24         | 13,3          | Ältestes und einziges mit Kohle befeuertes Dampfschiff mit Schraubenantrieb, das heute in der öffentlichen Personenschifffahrt der Schweiz verkehrt | DS Greif              |

Daneben nutzen noch Ruderboote, Steh-Paddler und einige Segelschiffe das Gewässer. 2012 verdiente ein Berufsfischer noch sein Auskommen auf dem See.

#### Schiffländen
Orte mit Schifflände der Personenschifffahrt, von Süden nach Norden:
| Name              | Ufer | Lage               | ⊙                                          | Bild |
| ----------------- | ---- | ------------------ | ------------------------------------------ | ---- |
| Mönchaltorf (See) | Süd  | Mönchaltorf        | !547.3260555508.7001555 47.326055 8.700155 | 2004 |
| Maur (See)        | West | Maur               | !547.3402385508.6788545 47.340238 8.678854 | 2009 |
| Uster (See)       | Ost  | Uster: Niederuster | !547.3433055508.6904575 47.343305 8.690457 | 2006 |
| Greifensee (See)  | Ost  | Greifensee         | !547.3645155508.6749735 47.364515 8.674973 | 2011 |
| Fällanden (See)   | West | Fällanden          | !547.3658615508.6525695 47.365861 8.652569 | BW   |

## Geschichte
An den östlichen und nördlichen Ufern wurden bereits in der zweiten Hälfte des 19. Jahrhunderts diverse vorgeschichtliche Pfahlbauten gefunden. Die ersten Ufersiedlungen waren in der Mittelsteinzeit seit etwa 8000 v. Chr. bewohnt. Sie gehören somit zu den ältesten archäologischen Fundorten im Kanton Zürich. Die prähistorische Fundstätte Storen/Wildsberg am rechten Ufer vor der Stadt Greifensee gehört zum UNESCO-Weltkulturerbe Prähistorische Pfahlbauten um die Alpen.
Als im 12. Jahrhundert die Burg Greifensee gebaut wurde, wurde der See noch Glattsee genannt. Seinen heutigen Namen erhielt er erst 100 Jahre später. 
Am 1. April 1663 ertranken sieben Männer aus Uessikon, die mit sechs weiteren in einem Weidling auf dem Weg nach Uster zu einer militärischen Musterung waren.
Durch die Korrektion der Glatt und des 1891 angebrachten Wehrs wurde der mittlere Pegel des Sees um rund 80 Zentimeter gesenkt. Die Regulierung war damals wichtig, damit die Industriebetriebe an der Glatt auch in trockenen Zeiten über ausreichend Wasser verfügten.
Seit 1890 verbindet ein Kursschiff das westliche und das östliche Ufer. Am 3. April 1892 kenterte ein überladenes Schiff. Vier Menschen ertranken dabei. Das neue Dampfschiff «Greif» von 1895 wurde ab 1916 mit Benzin angetrieben. Restauriert dampft es heute, wieder mit der Originalmaschine von 1895 angetrieben, über den See. Es ist das älteste Dampfschiff der Schweiz. 1933 nahm das erste Motorschiff, die «MS Heimat», den Betrieb auf.
1941 wurden der See und seine Ufer unter Naturschutz gestellt. 1994 erliess der Regierungsrat des Kantons Zürich eine überarbeitete Schutzverordnung.
Am 24. April 1944 stürzte ein angeschossener amerikanischer Bomber vom Typ B-17 «Flying Fortress» der United States Army Air Forces in den See, wobei mehrere Besatzungsmitglieder starben.

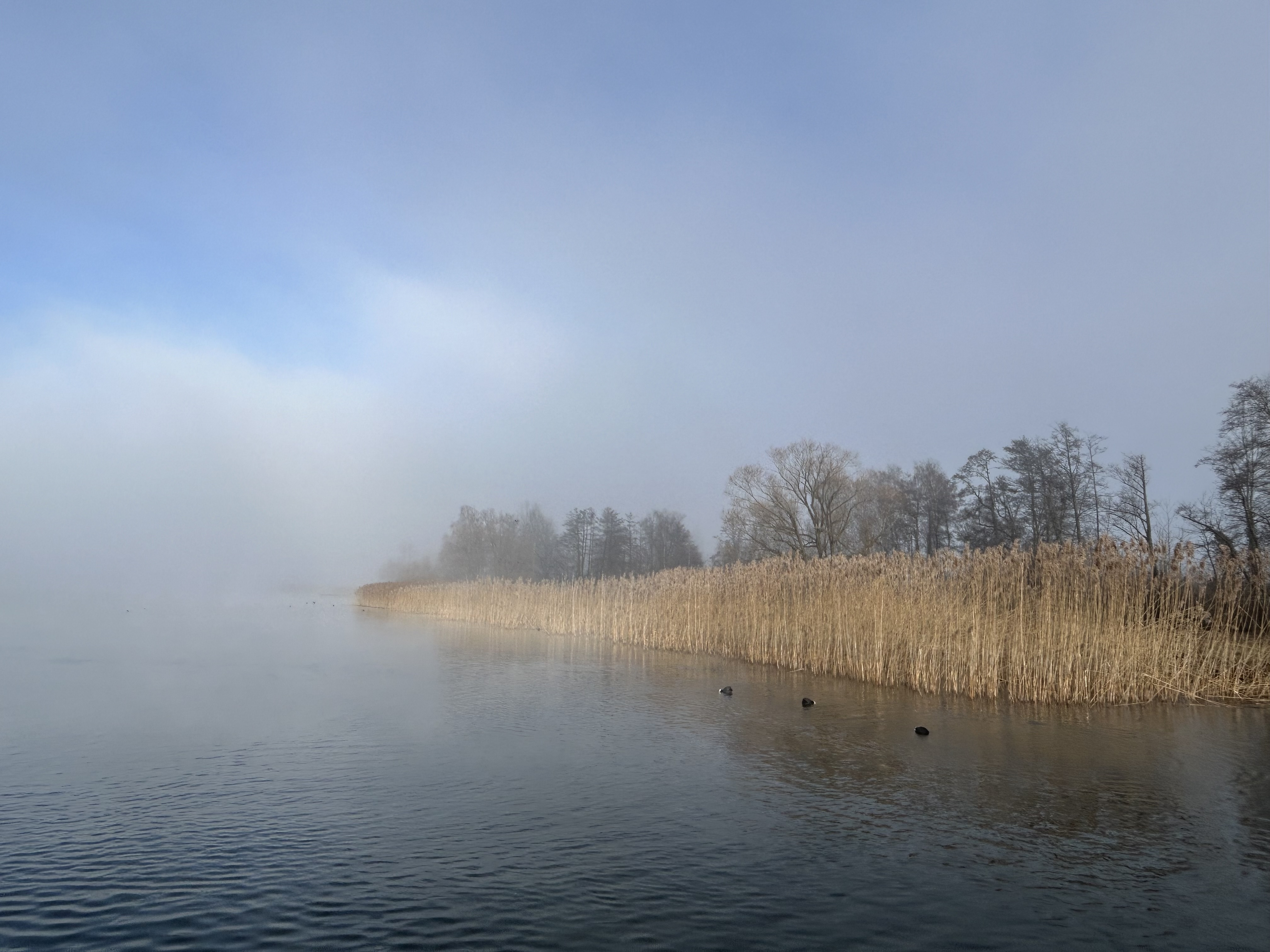
Schilfufer bei Greifensee
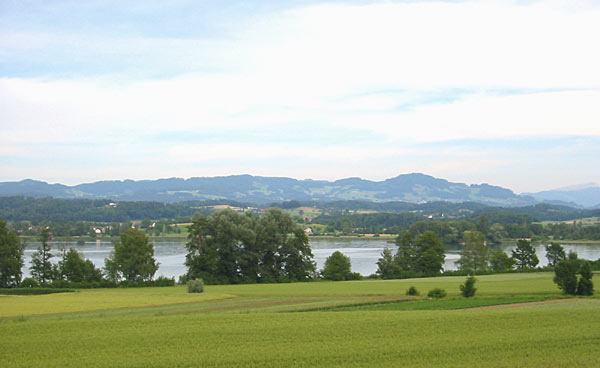
Südende des Sees mit Blick Richtung Zürcher Oberland
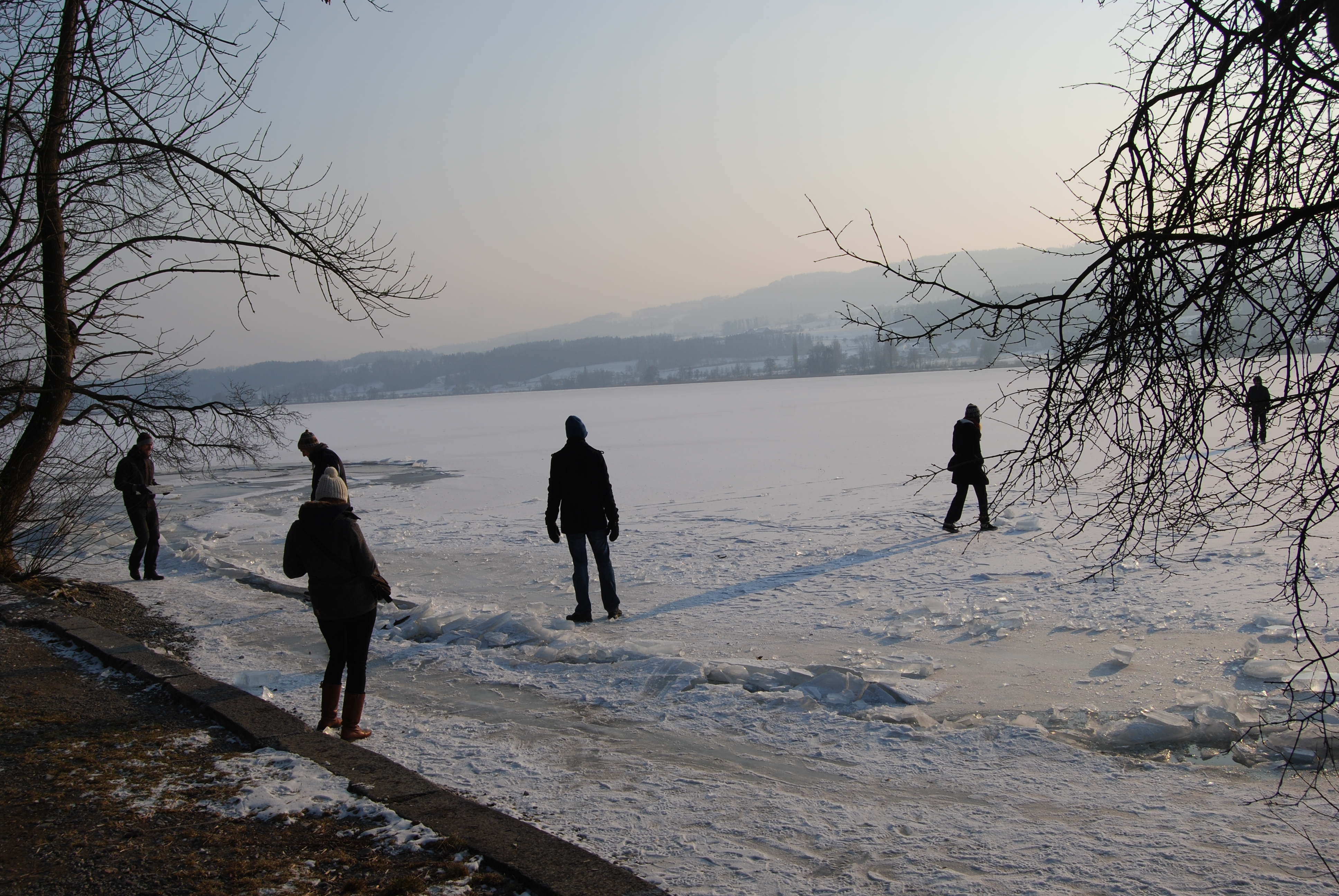
Seegfrörni auf dem Greifensee im Februar 2012